# Црква Свете преподобне мати Параскеве у Рајинцу
Храм Свете преподобне мати Параскеве је српска православна црква која се налази у Рајинцу у општина Прешево.

## Историјат
Црква је саграђена 1939. године трудом и залагањем мештана села Рајинце. Верници се у цркви сакупљају сваке године на Духовни петак.
Током 2018. и 2019. године црква је комплетно обновљена, а епископ врањски Пахомије Гачић објавио је 21. јуна 2019. године чин малог освећења у присуству верника који потичу из овог села.